# Ібрагім ібн Якуб
Ібрагі́м ібн Якуб (араб. إبراهيم بن Ibrâhîm ibn Ya'qûb; ? — 966) — юдейський мандрівник Х ст. з арабської Іспанії (Андалусії). Належав до іспанських сефардів з Тортоси (Тартуси). Ймовірно, займався дипломатичними, купецькими і шпигунськими завданнями у християнській Європі. Автор подорожніх записок, які не збереглися, але знані за цитатами з пізніших джерел.
Знаний в Німеччині, добре обізнаний із справами Середньої і Східної Європи, який відвідав західнослов'янські землі та Русь у середині Х ст.. Його подорожні записи, що містять цінні відомості про слов'ян та хозарів наводяться у творах арабського письменника XI ст. Аль Бекрі.

## Імена
- Ібрагі́м, син Якуба (араб. إبراهيم بن Ibrâhîm ibn Ya'qûb)
- Ібрагі́м ібн Якуб з Тортоси (араб. إبراهيم بن يعقوب Ibrâhîm ibn Ya'qûb al-Ṭarṭûshi / al-Ṭurṭûshî)
- Авраам, син Якова; Авраам Якович (івр. אברהם בן יעקב, Avraham ben Yaʿakov) — реконструкція єврейського імені.

## Твір
- The Geography of al-Andalus and Europe: From the Book «AlMasalik wal-Mamalik» [the Routes and the Countries] by Abu 'Ubayd al-Bakri (d. 487/1094) / Critical edition by Abdurrahman Ali El-Hajji. Beirut, 1968.
- Kitab al-Masalik wa-l-Mamalik d'Abu 'Ubaid al-Bakri / Edition critique avec introduction et indices A. P. Van Leeuween et A. Ferre. Tunis, 1992. Vol. I—

### Переклади фрагментів
- Куник, А.; Розен В. Р. Извѣстия ал-Бекри и других авторов о Руси и Славянах (Приложеніе къ XXXII тому записокъ И. Академіи наукъ), Ч. I, СПб., 1878, С. 46—54.
- Westberg F. Ibrahim ibn-Ja‘kub's Reisebericht über die Slawenlände aus dem 965, SPb., 1898.
- Вестберг Ф. Комментарій на записку Ибрагима Ибн-Якуба о славянахъ. СПб., 1903, С. 19—23.
- Kowalski T. Relacja Ibrāhīma ibn Jaʿḳūba z podrózy do Krajów slowiańskich w przekazie al-Bekrīego. Kraków: Księgarnia Gebethnera i Wolffa, 1946.
- Ibrahim ibn Jakub i Tadeusz Kowalski w sześćdziesiątą rocznicę edycji, ed. Andrzej Zaborski, Kraków, 2008.

### Статті
- А. Куник О времени, въ которомъ жилъ Израильтянинъ Ибрагимъ ибн-Якубъ // Извѣстия ал-Бекри и других авторов о Руси и Славянах [Архівовано 23 лютого 2014 у Wayback Machine.] (Приложеніе къ XXXII тому записокъ И. Академіи наукъ). — СПб., 1878. — С. 104. (рос.)
- Известия ал-Бекри и других авторов о Руси и славянах. Часть 1 // Записки Императорской Академии наук. Том 32. Приложение № 2. Спб. 1879 г. (рос.)

### Довідники
- Richter-Bernburg, Lutz. Ibrāhīm ibn Ya‛qūb al-Isrā’īlī al-Ṭurṭūshī // The Oxford Companion to World Exploration: in 2 vol. Oxford UP, 2007, vol. I, p, 402b-403b.
- Levey, Martin. Ibrāhīm Ibn Ya'qūb Al-Isrā'īlī Al-Turṭushi  // Complete Dictionary of Scientific Biography. 2008.